# Dimetilglioximato de níquel
El dimetilglioximato de níquel es un complejo de coordinación de fórmula molecular Ni[ONC(CH3)C(CH 3)NOH]2 , formado por la reacción entre la dimetilglioxima y el Ni(II). El compuesto es un sólido rojo brillante. Este compuesto tiene cierta relevancia por su uso en el análisis cualitativo y cuantitativo del níquel. 

## Estructura
El ion níquel (II) presenta una geometría plana y cuadrada con varios orbitales vacíos que permiten la formación de enlaces de coordinación con dos moléculas de dimetilglioxima para formar un compuesto de coordinación tipo quelato con estequiometría 1:2. La reacción tiene lugar en disolución, en medio neutro o ligeramente básico amoniacal, dando como resultado un compuesto insoluble de color rosado muy característico que se utiliza en análisis cualitativo, para confirmar la presencia de este ion. También se utiliza como agente quelante en el análisis gravimétrico del níquel.
El uso de dimetilglioxima como reactivo para detectar níquel y las primeras descripciones de este compuesto fueron informados por L.A. Chugaev en 1905. La reacción  entre el Ni(II) y la dimetilglioxima requiere un pH neutro o ligeramente básico, generalmente tamponado con amoniaco, para evitar la precipitación del hidróxido de níquel. En medio ácido no se forma el precipitado.
Esta reacción es muy sensible, es decir bastan pequeñas cantidades de Ni(II) para que se observe la presencia del dimetilglioximato de niquel. Además, dependiendo de las condiciones de reacción, es bastante selectiva, pues son muy pocos los iones de metales de transición que forman dimetilglioximatos. El Co(II), produce un complejo semejante, pero es soluble, lo que permite la separación del dimetilglioximato de níquel por filtración. También Pd(II) precipita con la dimetilglioxima dando un dimetilglioximato de color amarillo, pero solo en medio ácido, ya que en medio amoniacal es soluble. Otros iones metálicos, como Fe(II) o Cu(II), también forman dimetilglioximatos solubles.